# Алафеја
Алафеја (енгл. Alafaya) насељено је место без административног статуса у америчкој савезној држави Флорида.

## Демографија
По попису из 2010. године број становника је 78.113.
| Група             | 2000.    | 2010.          |
| Белци             | 0 (0,0%) | 38.220 (48,9%) |
| Афроамериканци    | 0 (0,0%) | 8.126 (10,4%)  |
| Азијати           | 0 (0,0%) | 5.305 (6,8%)   |
| Хиспаноамериканци | 0 (0,0%) | 25.448 (32,6%) |
| Укупно            | 0        | 78.113         |